# 全南大学
全南大学（ 韓語：전남대학교），又称全南国立大学，位於韩国光州廣域市，是韩国10所国立旗舰大学之一。该校在2010年QS世界大学排名中排名501-550，亚洲排名第97。

## 本科
| - 农业与生命科学院 - 艺术学院 - 商学院 - 教育学院 - 工程学院 | - 人类生态学院 - 人文学院 - 法学院 - 医学院 - 自然科学院 | - 护理学院 - 药剂学院 - 社会学院 - 兽医院 | - 文化与社会学院 - 工程技术学院 - 渔业与海洋科学院 |

## 研究院
| - 商业研究院 - 文化研究院 - 牙医院 - 法学院 - 教育研究院 | - 工业与技术研究院 - 公共管理研究院 - 教育与工业合作研究院 - 渔业与海洋科学研究院 |